# Власть убийц
«Власть убийц» (кит. трад. 劍雨, упр. 剑雨, палл. Цзянь юй, дословно «Дождь мечей», англ. Reign of Assassins) — фильм в жанре уся тайваньского режиссёра Су Чжаобиня в сотрудничестве с гонконгским режиссёром Джоном Ву. Действие фильма происходит в Китае времен династии Мин. Премьера состоялась 3 сентября 2010 года на 67-м Венецианский кинофестивале, где фильм получил признание критиков.

## Сюжет
Повествование в начале фильма рассказывает о легендарном индийском буддийском монахе Бодхидхарме, который обрёл искусство кунг-фу и уверовал в то, что его мумифицированные останки будут обладать мистической силой.
Банда Чёрного камня, обнаружив, что половина останков находится в руках премьер-министра Чжана, посылает убийц ликвидировать чиновника и его сына Жэньфэна. Главная убийца банды, Морось, крадёт останки и сбегает. Она встречает монаха Лу Чжу после того, как убила на мосту преследовавшего её Жэньфэна. Лу Чжу оказывается опытным мастером боевых искусств, который демонстрирует Мороси, что в её искусстве фехтования есть четыре фатальных недостатка. Предупреждая, что её способен убить главарь банды, монах пытается убедить девушку оставить жизнь убийцы и начать жить с чистого листа. Три месяца их общения заканчиваются тем, что он умирает от её рук, таким образом желая просветить девушку. После смерти монаха Морось отягощена печалью и виной и решает оставить свой старый образ жизни. Она идёт к известному доктору Ли, который меняет её внешность, а после девушка становится торговкой тканями по имени Цзэн Цзин. Она привлекает внимание посыльного Цзян Ашэна, за которого в конце концов выходит замуж. Лидер банды Чёрного камня, Царь Вращающий колесо, вербует и обучает новую убийцу, Е Чжаньцин, безжалостную девушку, убившую своего мужа и его родственников в брачную ночь.
Банда Чёрного камня всё ещё преследует Морось и мумифицированные останки, а один из их лучших членов шайки, Толстяк Чэнь, погибает загадочным образом.
Однажды Цзэн Цзин с мужем посещают банк, когда туда внезапно врываются грабители. Когда бандиты обнажают свои мечи, Цзэн Цзин побеждает их и спасает жизнь себе и своему мужу. Информация об этом инциденте доходит до банды, раскрывая их лидеру местонахождение Мороси. Царь Вращающий колесо посылает трёх своих убийц — Лэй Биня, Чародея Лянь Шэна и Е Чжаньцин выследить Морось. Трое находят Морось, несмотря на её изменившуюся внешность. Однако она (теперь Цзэн Цзин) заявляет, что просто хочет жить обычной жизнью. В свою очередь главарь банды обещает оставить их с мужем, если она отдаст украденную половину останков и поможет найти оставшуюся их часть. Морось отдаёт бандитам свою часть. Банда отказывается освободить её, и, несмотря на распри, в результате которых погибает Чародей, она приходит домой раненая и падает в обморок перед своим мужем. Лэй Бинь и Е Чжаньцин приходят по следу к ней домой, но Ашэн удивляет гостей, доставая пару мечей Цэн-ци. Лэй Бинь узнаёт в них оружие погибшего Жэньфэна. Убийцы проигрывают Ашэну в бою, а затем тот относит жену к доктору Ли, который в итоге вылечивает раненную и сообщает Жэньфэну, что всё предопределено. В воспоминаниях рассказывается, что настоящее имя Ашэна Жэньфэн, который не умер от меча Мороси, поскольку его сердце расположено с правой стороны. Также становится известно, что Жэньфэн изменил своё имя и внешность, чтобы отомстить за смерть отца. Морось узнаёт об этом и спрашивает, любил ли он её когда-нибудь. Жэньфэн отвечает, что это невозможно из-за того, что она и её банда сделали с его семьёй, но он не может заставить себя убить Морось и просит её уйти.
Царь Вращающий колесо, получив останки, пытается использовать их силу, чтобы исправить свой телесный «дефект»: в детстве он был кастрирован, и теперь он прикрывается евнухом, чтобы скрыть свою преступную деятельность. Е Чжаньцин узнаёт об этом, соблазняя его, и издевается над ним в гневе и разочаровании. Главарь банды приходит в ярость, отчего хоронит девушку заживо под мостом. Он видит огни фейерверка, выпущенного Моросью, решившей вступить с ним в решающую схватку. Царь Вращающий колесо приходит на кладбище и видит мёртвого Жэньфэна. Затем Морось сражается с ним и наносит ему смертельное ранение, используя то, чему её научил монах Лу Чжу. Жэньфэн оживает на следующее утро: Морось дала ему черепаховый порошок, чтобы придать Жэньфэну безжизненный вид, и тот смог увидеть, как она отомстила за его семью и погибла сама. Жэньфэн приближается к её телу, чтобы прикоснуться, но понимает, что она всё ещё жива. Он радуется и несёт её на руках, а она шепчет, чтобы он оформил документы о разводе. Жэньфэн смеётся и говорит ей, что у них впереди долгая совместная жизнь.

## В ролях
| Актёр       | Роль                            |
| ----------- | ------------------------------- |
| Мишель Йео  | Цзэн Цзин                       |
| Чон Усон    | Цзян Ашэн                       |
| Ван Сюэци   | Царь Вращающий колесо / Цао Фэн |
| Барби Сюй   | Е Чжаньцин                      |
| Шоун Ю      | Лэй Бинь                        |
| Келли Линь  | Морось                          |
| Го Сяодун   | Чжан Жэньфэн                    |
| Цзян Иянь   | Тянь Цинтун                     |
| Леон Дай    | чародей Лянь Шэн                |
| Пау Хэйчин  | старуха Цай                     |
| Цзинь Шицзе | доктор Ли                       |
| Мэтт У      | Медведь-убийца                  |
| Пэйс У      | Зелёный Меч                     |
| Кэлвин Ли   | Лу Чжу                          |
| Анджелес Ву | Медведь-людоед                  |

## Награды и номинации
| Кинопремия                                                           | Категория                                    | Лауреат / претендент | Результат | Источник |
| -------------------------------------------------------------------- | -------------------------------------------- | --- | --------- | -------- |
| 17-я церемония награждения Премии Гонконгского общества кинокритиков | «Лучший режиссёр»                            | Су Чжаобинь | Победа    | [ 3 ]    |
| 17-я церемония награждения Премии Гонконгского общества кинокритиков | Films of Merit                               | «Власть убийц» | Победа    | [ 3 ]    |
| 5-я церемония награждения Азиатской кинопремии                       | «Лучшая актриса»                             | Мишель Йео | Номинация | [ 4 ]    |
| 5-я церемония награждения Азиатской кинопремии                       | «Лучший сценарий»                            | Су Чжаобинь | Номинация | [ 4 ]    |
| 5-я церемония награждения Азиатской кинопремии                       | «Лучший саундтрек»                           | Питер Кам | Номинация | [ 4 ]    |
| 30-я церемония награждения Гонконгской кинопремии                    | «Лучший фильм»                               | «Власть убийц» (производство — Beijing Galloping Horse Films Co., Ltd., Media Asia Films Ltd., Zhejiang Dongyang Entertainment Venture Investment Co., Ltd., Gamania Digital Entertainment Co., Ltd., Lumiere Motion Picture Corporation, Beijing Heguchuan TV & Film Co., Ltd.; исполнительные продюсеры — Джон Ву, Теренс Чжан) | Номинация | [ 5 ]    |
| 30-я церемония награждения Гонконгской кинопремии                    | «Лучший режиссёр»                            | Су Чжаобинь | Номинация | [ 5 ]    |
| 30-я церемония награждения Гонконгской кинопремии                    | «Лучшая мужская роль второго плана»          | Ван Сюэци | Номинация | [ 5 ]    |
| 30-я церемония награждения Гонконгской кинопремии                    | «Лучшая операторская работа»                 | Хорас Вон | Номинация | [ 5 ]    |
| 30-я церемония награждения Гонконгской кинопремии                    | «Лучшая киномонтажная работа»                | Чён Кафай | Номинация | [ 5 ]    |
| 30-я церемония награждения Гонконгской кинопремии                    | «Лучший арт-директор (художник-постановщик)» | Ян Байгуй, Саймон Соу | Номинация | [ 5 ]    |
| 30-я церемония награждения Гонконгской кинопремии                    | «Лучший дизайн костюмов и грима»             | Эми Вада | Номинация | [ 5 ]    |
| 30-я церемония награждения Гонконгской кинопремии                    | «Лучшая хореография»                         | Стивен Тун | Номинация | [ 5 ]    |
| 30-я церемония награждения Гонконгской кинопремии                    | «Лучшая музыка к фильму»                     | Питер Кам | Номинация | [ 5 ]    |
| 30-я церемония награждения Гонконгской кинопремии                    | «Лучшая песня»                               | «Дождь мечей, бренная жизнь» (кит. 劍雨浮生) (музыка — Са Диндин, Пэн Бо; слова — Ли Муцзы, Са Диндин; исполнитель — Са Диндин, У Цинфэн) | Номинация | [ 5 ]    |
| 30-я церемония награждения Гонконгской кинопремии                    | «Лучшие спецэффекты»                         | Ву Синчун | Номинация | [ 5 ]    |